# 1997 aux Territoires du Nord-Ouest
Chronologie des Territoires du Nord-Ouest
- 1993
- 1994
- 1995
- 1996
- 1997
- 1998
- 1999
- 2000
- 2001

Cette page concerne les événements survenus en 1997 dans le territoire canadien des Territoires du Nord-Ouest.

## Politique
- Premier ministre : Don Morin
- Commissaire : Helen Maksagak (en)
- Législature :